# لقلال
قبيلة لقلال أو «لغلال» قبيلة من قبائل البيضان يقع انتشارها الأكبر في موريتانيا وتصنف كأكبر القبائل من حيث عدد الافراد فيها وينتمي اصلها إلى مدينة شنقيط حيث هاجر جد القبيلة «محمد قل ولد إبراهيم» أحد احفاد أبو النجيب السهروردي إليها في القرن السادس عشر ميلادي قبل أن ينتشر افرادها في مختلف أنحاء البلاد.